# Madagaskar na Zimowych Igrzyskach Olimpijskich 2018
Madagaskar na Zimowych Igrzyskach Olimpijskich 2018 – występ reprezentacji Madagaskaru na igrzyskach olimpijskich w Pjongczangu w 2018 roku.
W kadrze znalazła się jedna zawodniczka – Mialitiana Clerc, która wystartowała w dwóch konkurencjach alpejskich – slalomie i slalomie gigancie. Pełniła również rolę chorążego reprezentacji Madagaskaru podczas ceremonii otwarcia i zamknięcia igrzysk. Reprezentacja Madagaskaru weszła na stadion jako 17. w kolejności, pomiędzy ekipami z Liechtensteinu i Malezji.
Był to drugi start reprezentacji Madagaskaru na zimowych igrzyskach olimpijskich, wcześniej kraj ten reprezentował tylko Mathieu Razanakolona na igrzyskach w Turynie. Występ w Pjongczangu był jednocześnie 14. startem olimpijskim, wliczając w to letnie występy.

## Skład reprezentacji

### Narciarstwo alpejskie
| Konkurencja          | Zawodnik         | Przejazd 1 | Przejazd 1 | Przejazd 2 | Przejazd 2 | Czas łączny | Miejsce |
| Konkurencja          | Zawodnik         | Czas       | Miejsce    | Czas       | Miejsce    | Czas łączny | Miejsce |
| -------------------- | ---------------- | ---------- | ---------- | ---------- | ---------- | ----------- | ------- |
| Slalom kobiet        | Mialitiana Clerc | 1:01,24    | 53.        | 59,03      | 48.        | 2:00,27     | 47.     |
| Slalom gigant kobiet | Mialitiana Clerc | 1:21,82    | 55.        | 1:17,18    | 47.        | 2:39,00     | 48.     |